# Regionalflughafen Manhattan

i7
i11
i13
Der Manhattan Regional Airport (IATA-Code: MHK, ICAO-Code: KMHK) ist ein öffentlicher Flughafen auf 325 m Seehöhe, 6 km südwestlich von Manhattan, im Riley County, Kansas, in den Vereinigten Staaten. Die Fläche des Flughafens beträgt 275 ha. Er hat zwei Betonpisten, mit 2134 m und 1524 m Länge.

## Geschichte
Die erste planmäßige Fluggesellschaft in Manhattan war Continental Airlines, die im Jahre 1952 mit Douglas DC-3-Flügen begann. Manhattan wurde als Zwischenstopp auf einer Strecke zwischen Denver und Kansas City hinzugefügt, einer Strecke, die insgesamt zehn Zwischenstopps in kleineren Städten einlegte in ganz Colorado und Kansas. Continental zog sich 1961 zurück und wurde durch Central Airlines ersetzt. Central Airlines bot von 1961 bis 1967 Dienste an, indem sie die ehemalige Continental Airlines-Strecke zwischen Denver und Kansas City mit Stopps in Manhattan und mehreren anderen Punkten aufnahm. Central setzte auch DC-3-Flugzeuge ein.
Capitol Air Service hatte ihren Hauptsitz in Manhattan seit den 1960er Jahren, bis das Unternehmen 1989 die Flüge einstellte, nachdem es zweimal von der FAA wegen mehrfacher Verstöße gegen die Sicherheit und die Führung von Aufzeichnungen am Boden gehalten worden war. Capitol Air bot Punkt-zu-Punkt-Flugverbindungen zu Städten im Nordosten von Kansas an. Auf ihrem Höhepunkt bediente Capitol Air Manhattan, Salina (Kansas), Topeka (Kansas), Lawrence (Kansas), und Kansas City (Missouri) mit zwei de Havilland Canada Twin Otter für 20 Passagiere und kleineren Cessna 402-Flugzeugen. Von Mitte 1987 bis Anfang 1989 operierte Capitol Air als Braniff Express im Auftrag von Braniff Airways. Seit der Fusion mit Central Airlines im Jahr 1967 flog die ursprüngliche Frontier Airlines mit 44-sitzigen Convair CV-580 von Manhattan nach Salina, Wichita und Denver (DEN)  in westlicher Richtung und nach Topeka (FOE) und Kansas City in östlicher Richtung mit Convair CV-580 mit 44 Sitzen. Ab Ende 1979 ersetzte Frontier ihre Convair-Propellerflugzeuge durch Boeing 737-Jets auf denselben Strecken. Mit den 737 wurde auch ein direkter Service zum Chicago O’Hare International Airport mit Zwischenstopp in Lincoln hinzugefügt. Alle Frontier-Dienste endeten 1983 und wurden durch Air Midwest ersetzt. Trans Central Airlines operierte kurzzeitig von Manhattan nach Oklahoma City und Dallas/Fort Worth 1982 mit Fairchild Swearingen Metroliner Zubringerflugzeugen.
Ab 1982 flog die in Wichita ansässige Air Midwest mit Swearingen Metroliner II für 17 Passagiere von Manhattan nach Kansas City und Salina. Von 1986 bis 1988 war Air Midwest eine Tochtergesellschaft von Eastern Air Lines, die als Eastern Express operierte und Saab 340A mit 30 Passagieren nach Kansas City flog. Als Eastern Ende 1988 ihr Drehkreuz in Kansas City schloss, unterzeichnete Air Midwest eine neue Codeshare-Vereinbarung mit der zweiten Inkarnation von Braniff Airlines, die ein kleines Drehkreuz bei MCI eröffnet hatte, und begann Flüge als Braniff Express mit Swearingen Metroliner II nach Kansas City. Dies war zusätzlich zu dem Dienst von Capitol Air nach Kansas City, der auch als Braniff Express operierte. Braniff meldete Konkurs an und schloss Ende 1989 und Air Midwest kehrte zum Betrieb unter ihrem eigenen Branding nach Kansas City zurück. Air Midwest betrieb auch eine Codeshare-Vereinbarung mit TWA als Trans World Express am Drehkreuz der großen Fluggesellschaften in St. Louis. 1990 wurden für kurze Zeit Nonstop-Flüge von Trans World Express von Manhattan nach St. Louis mit Flugzeugen vom Typ Embraer EMB 120 Brasilia durchgeführt.
Im Jahr 1991 wurde Air Midwest an die Mesa Air Group in Nevada verkauft. Anschließend bediente Air Midwest (eine Tochtergesellschaft der Mesa Air Group), die im Rahmen einer Codeshare-Vereinbarung mit US Airways agierte und als US Airways Express operierte, Kansas City von Manhattan mit drei täglichen Flügen mit Beechcraft 1900D Turboprop-Flugzeugen für 19 Passagiere.
Der Dienst endete 2008, als die Mesa Air Group die Air Midwest-Division schloss und alle Essential Air Service-Verträge und von Mesa durchgeführten Flüge geschlossen wurden.
Great Lakes Airlines flog zwischen dem 30. März 2008 und April nach Manhattan, nachdem Mesa gegangen war, und beendete den Dienst, nachdem American Eagle eine zusätzliche Expansion angekündigt hatte. Es gab drei tägliche Flüge, die meisten Tage nach Kansas City, und anfänglich zwei tägliche Flüge (mit einem Stopp) nach Denver. Die Flüge nach Denver wurden später auf einmal täglich reduziert. Great Lakes verwendete Beech 1900D.
Allegiant Air führte vom 7. November 2013 bis zum 23. Februar 2014 einen kurzlebigen Dienst mit zweimal wöchentlichen Flügen zwischen Manhattan und dem Flughafen Phoenix-Mesa Gateway durch.
American Eagle führte ab 26. August 2009 täglich zwei Nonstop-Flüge nach Dallas/Fort Worth (DFW) durch. Im Jahr 2010 wurde ein neuer Service zum Chicago O’Hare International Airport (ORD) sowie ein dritter Flug nach DFW hinzugefügt. Flüge nach ORD wurden im April 2020 eingestellt, aber im Mai 2021 zurückgeführt.

## Flugbetrieb
Im Jahre 2021 wurden 60.030 Passagiere befördert. Im Jahre 2020 fanden 32.802 Flugbewegungen statt, davon 13.351 lokale Bewegungen, 12.966 Zwischenlandungen, 1.040 Air-Taxi-Flüge, 4.311 militärische Flüge und 1.134 Frachtflüge. 32 einmotorige Flugzeuge und 7 zweimotorige Flugzeuge, 2 Jetflugzeuge und 1 Helikopter waren 2020 hier stationiert.
Die wichtigste Fluggesellschaft für den Flughafen ist heute American Airlines.

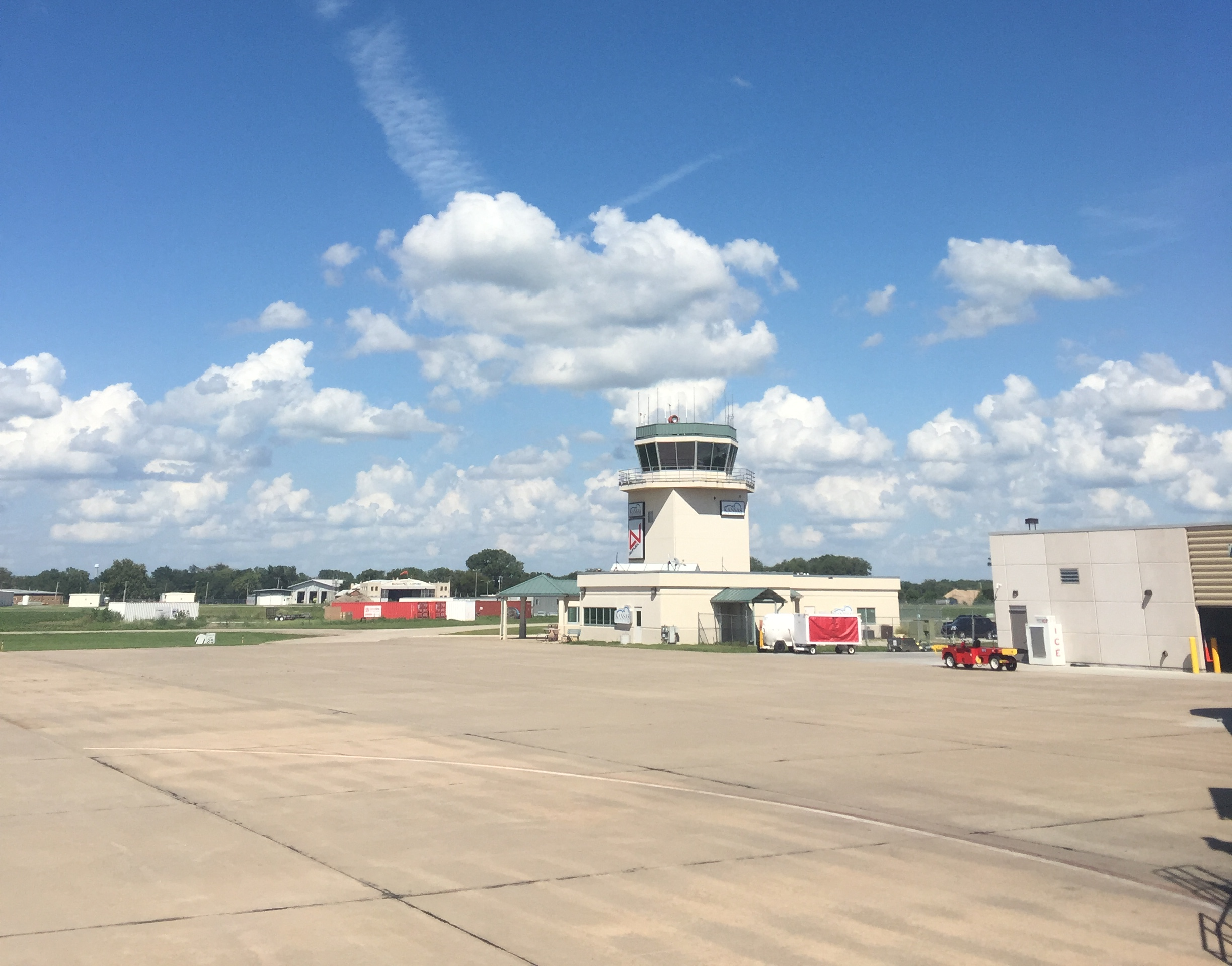
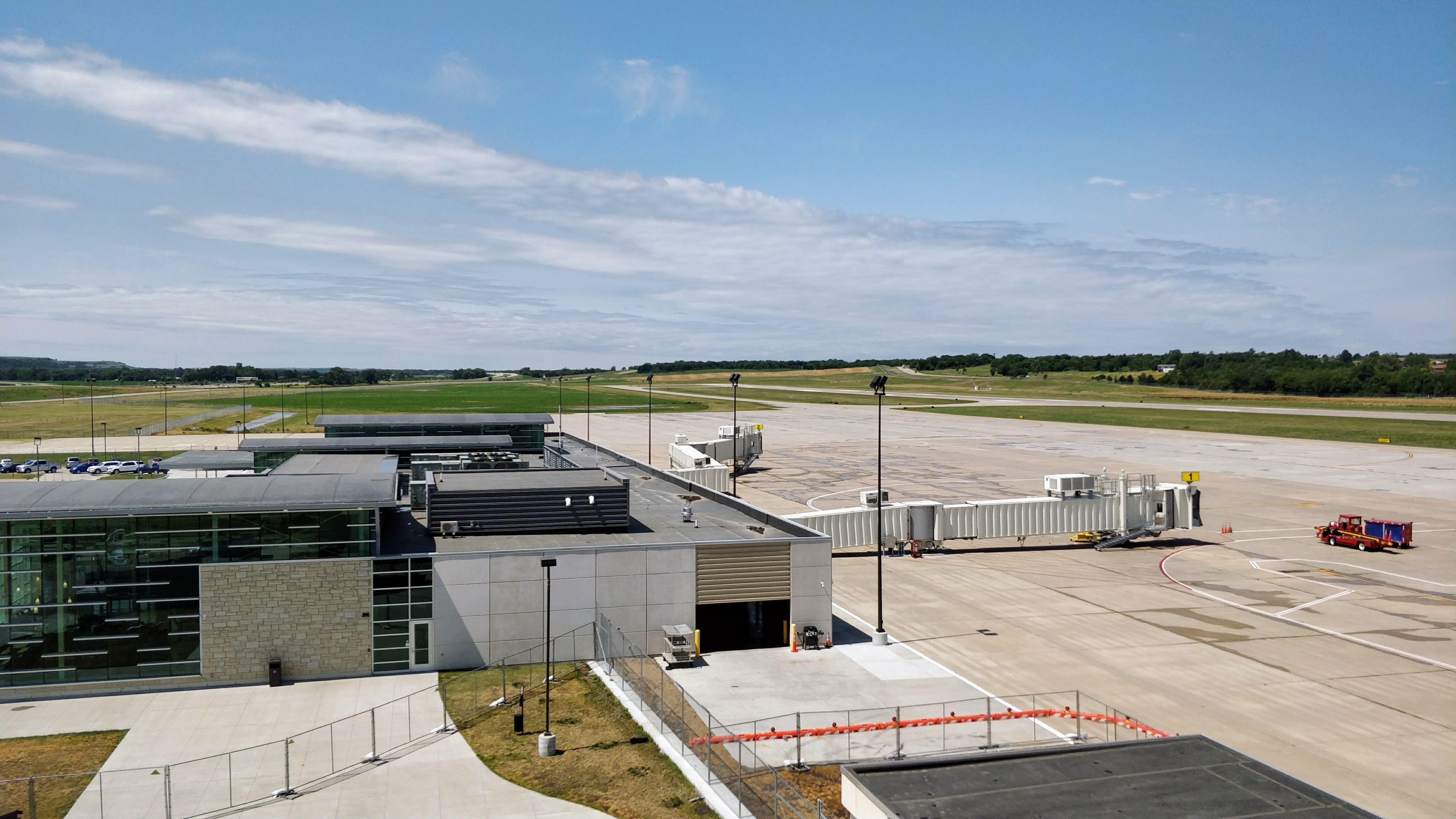
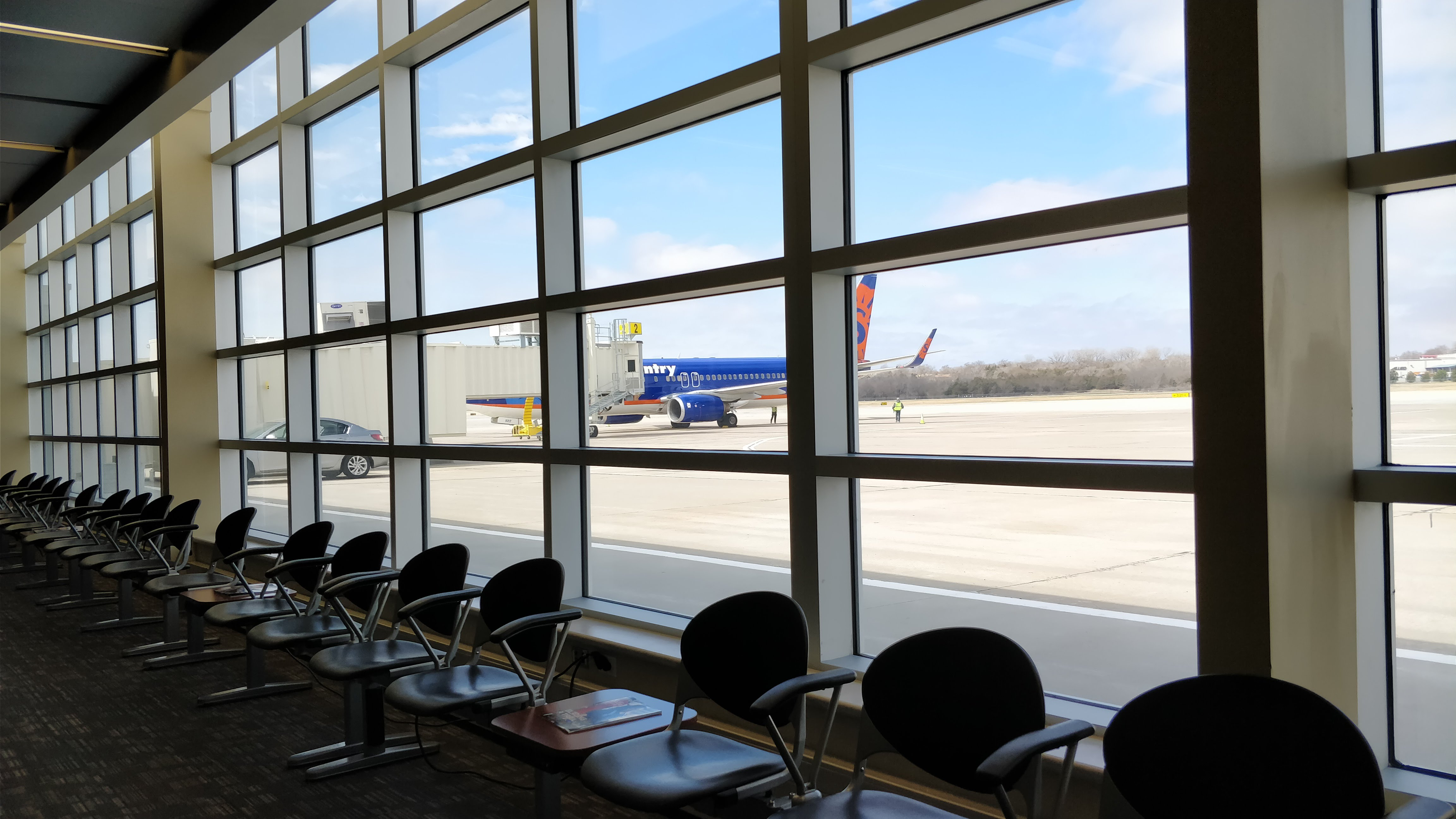

## Zwischenfälle
- Am 28. Mai 1963 verunglückte eine Lockheed L-1049G Super Constellation der US-amerikanischen Standard Airways (Luftfahrzeugkennzeichen N189S) im Anflug auf den Regionalflughafen Manhattan. In einer Höhe von 170 Fuß (51 Metern) ging der Propeller Nr. 3 (rechts innen) plötzlich in den Umkehrschub-Modus. Das Flugzeug kollidierte 546 Fuß (166 Meter) vor der Landebahn mit einem einen Meter hohen Erdwall, wobei der Bug und das rechte Hauptfahrwerk abgeschert wurden. Alle 70 Insassen, sechs Besatzungsmitglieder und 64 Passagiere, überlebten den Unfall. Die Fehlfunktion des Propellers war durch unsachgemäße Wartungspraktiken und Inspektionsverfahren herbeigeführt worden.[19]